# Trioso fosfato isomerasi
La trioso fosfato isomerasi è un enzima, appartenente alla classe delle isomerasi, che catalizza la seguente reazione reversibile:
Diidrossiacetone fosfato = gliceraldeide-3-fosfato
L'enzima gioca un ruolo importante nella glicolisi ed è essenziale per una efficiente produzione di energia. La aldolasi, l'enzima precedente della via glicolitica, produce infatti diidrossiacetone fosfato e gliceraldeide 3-fosfato. Seguire una via metabolica distinta per ognuna delle due molecole ottenute sarebbe energeticamente molto dispendioso. L'evoluzione della glicolisi ha dunque selezionato la trioso fosfato isomerasi come enzima in grado di uniformare la via glicolitica, convertendo il diidrossiacetone fosfato alla gliceraldeide 3-fosfato, substrato dell'enzima successivo della via biochimica, la gliceraldeide-3-fosfato deidrogenasi. Anche per questo importante motivo evolutivo, l'enzima è stato individuato in tutti gli organismi fino ad ora verificati, dai batteri ai vertebrati.
Carenze dell'enzima sono associate con anemia emolitica e con un progressivo disordine neurologico.

## Struttura e meccanismo di azione

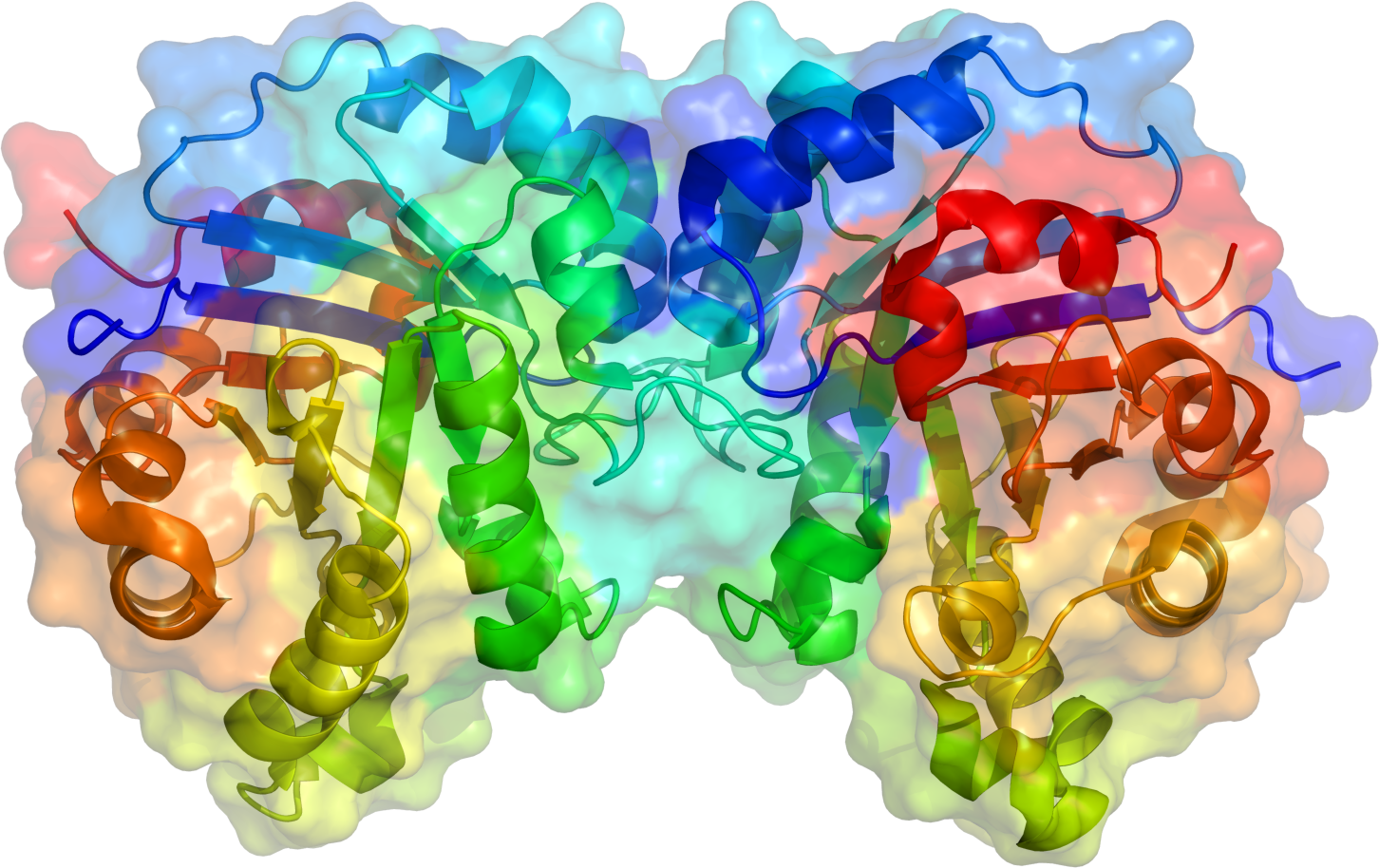
La disposizione delle strutture secondarie della trioso fosfato isomerasi evidenzia la presenza di una struttura a barile TIM

La trioso fosfato isomerasi è un dimero composto da subunità identiche tra loro, ognuna delle quali è composta di circa 250 amminoacidi. La struttura tridimensionale di ogni subunità contiene otto alfa eliche all'esterno di otto foglietti beta paralleli. Questo motivo strutturale è chiamato barile TIM: si tratta del motivo strutturale maggiormente conservato tra quelli osservati nelle proteine. Il sito attivo dell'enzima si trova al centro del barile: all'interno è presente un residuo di Glutammato, coinvolto nel meccanismo catalitico. Gli amminoacidi posti nelle vicinanze di questo glutammato sono estremamente conservati in tutte le trioso fosfato isomerasi finora analizzate.
La trioso fosfato isomerasi agisce spostando un H+ da un atomo di carbonio ad un altro adiacente: in questo modo il trioso può interconvertirsi tra la forma chetonica (diidrossiacetone fosfato) e quella aldeidica (gliceraldeide-3-fosfato). Il ΔG° di reazione, in realtà, è spostato verso la formazione di diidrossiacetone fosfato. Nella glicolisi, tuttavia, la bassissima concentrazione cellulare di gliceraldeide-3-fosfato (dovuta al suo veloce inserimento negli step successivi del pathway) spinge comunque la reazione verso la forma aldeidica. Lo spostamento del protone è mediato proprio dal residuo di glutammato già citato.
Studiando la velocità della reazione catalizzata da questo enzima partendo dal substrato gliceraldeide (senza il gruppo fosfato in posizione 3) è stato dimostrato che la maggior parte dell'accelerazione della velocità deriva dalle interazioni che coinvolgono il gruppo fosfato sul carbonio in posizione 3 della gliceraldeide-3-fosfato.
È stato dimostrato che la TIM ha raggiunto la perfezione catalitica: la velocità della reazione bimolecolare tra enzima e substrato ( [E] + [S] ) e la formazione di prodotto è la stessa velocità alla quale enzima e substrato possono collidere in soluzione.